# Sassofeltrio
Sassofeltrio – miejscowość i gmina we Włoszech, w regionie Emilia-Romania, w prowincji Rimini.
Według danych na rok 2004 gminę zamieszkiwało 1229 osób, 61,5 os./km².
Z 24 na 25 czerwca 2007 r., Sassofeltrio, wraz z pobliską gminą Montecopiolo, głosowało w referendum powodującym ich odłączenie od rodzimej prowincji Pesaro i  Urbino w regionie Marche oraz przyłączenie ich do prowincji Rimini w regionie Emilia-Romania. Ostatecznie nastąpiło to 14 lat później, w dniu 17 czerwca 2021 r.